# ロシア宇宙科学研究所
ロシア宇宙科学研究所（ロシア語: Институт космических исследований Российской Академии Наук、ロシア科学アカデミー宇宙研究所、略語: ИКИ РАН, IKI RAN）とは基礎科学目的の宇宙探査を行うロシア科学アカデミーの組織。
1965年5月15日にソビエト連邦の閣僚会議392-147令によって「ソビエト科学アカデミー宇宙研究所（ИКИ АН СССР、IKI AN SSSR）」として設立された。ソ連崩壊後の1992年に現在の名前に改名された。
研究所はモスクワに位置し、290名の科学者を抱える。天体物理学や惑星科学、太陽物理学といった分野の科学調査をロシア科学アカデミーやロシア連邦宇宙局と協力して行っている。

## 歴代所長
1. Georgy Petrov (1965年—1973年)
2. Roald Z. Sagdeev (1973年—1988年)
3. Albert Galeev (1988年—2002年)
4. Lev Zeleny (2002年—2018年)
5. Anatoly Petrukovich (2018年— )

## 研究分野
- 高エネルギー天文学
- 惑星科学
- 天体プラズマ（英語版）
- 惑星間物質・太陽風
- 地球科学
- 光物性研究
- 衛星シチュエーション・センター
- ロシア宇宙科学インターネット
- データ・アーカイブ